# 1983 au Nouveau-Brunswick
Chronologie du Nouveau-Brunswick
- 1979
- 1980
- 1981
- 1982
- 1983
- 1984
- 1985
- 1986
- 1987

Cette page concerne des événements survenus en 1983 dans la province canadienne du Nouveau-Brunswick.

## Événements
- Fondation du journal Times & Transcript.
- élections municipales de 1983 : Bill Malenfant et George Rideout sont réélus respectivement maires de Dieppe et de Moncton ; Elsie Wayne devient la première femme maire de Saint-Jean.

## Naissances
- 2 janvier : John Ames, député.
- 15 décembre : René Goguen, lutteur (René Duprée).

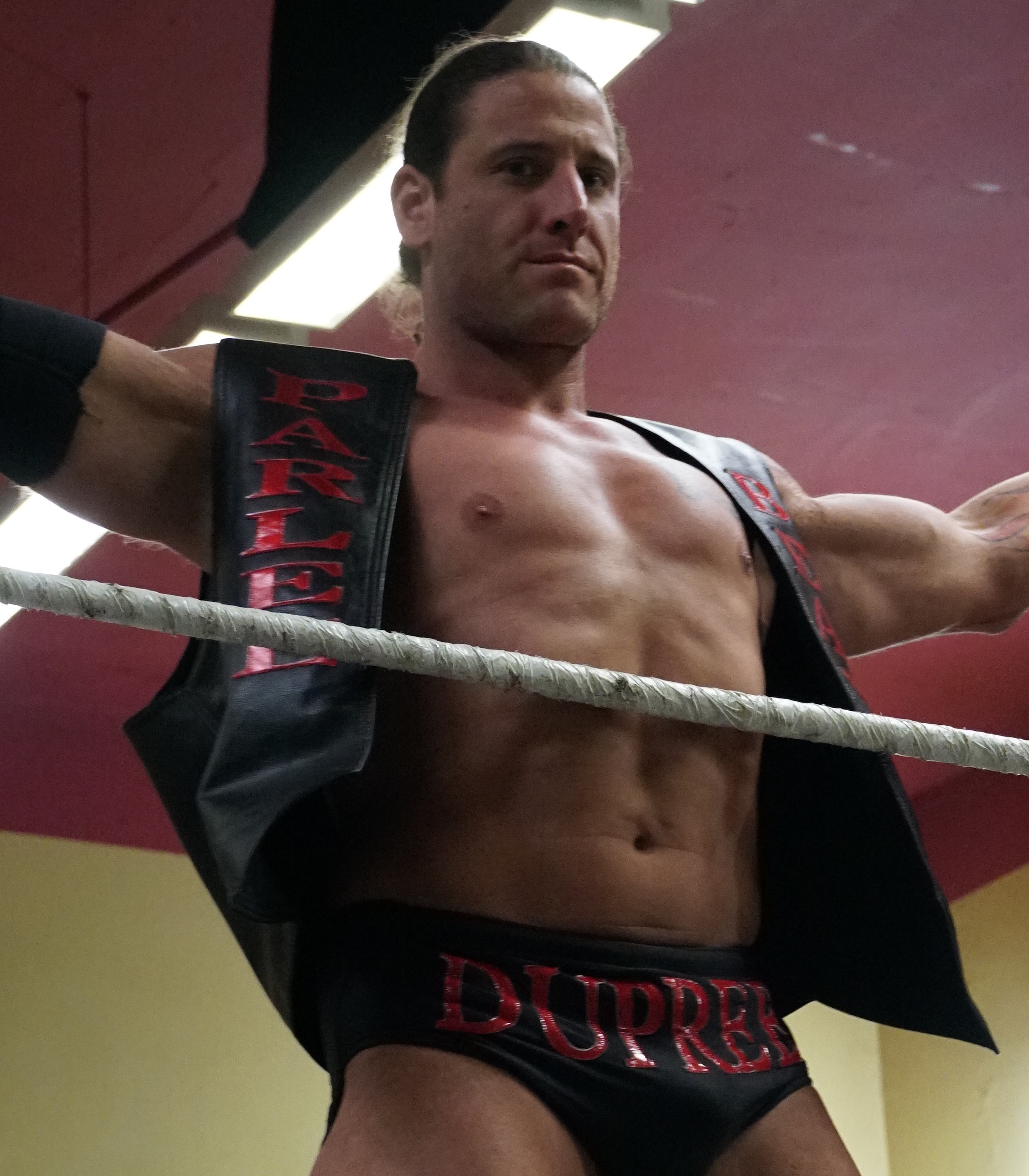
René Goguen en 2018.